# Riberalta
Riberalta è un comune (municipio in spagnolo) della Bolivia nella provincia di Antonio Vaca Díez (dipartimento di Beni) con 101.283 abitanti (dato 2010).
È il capoluogo della provincia e sede del vicariato apostolico di Pando.

## Società

### Evoluzione demografica
| 1902  | 1906   | 1911   | 1915   | 1928   |
| ----- | ------ | ------ | ------ | ------ |
| 400   | 1.700  | 4.020  | 2.900  | 4.500  |
| 1969  | 1976   | 1992   | 2001   | 2008   |
| 6.500 | 18.032 | 43.454 | 64.511 | 82.800 |

## Cantoni
Il comune è suddiviso in 4 cantoni (popolazione al censimento 2001):
- Concepción - 1.316 abitanti
- Florida - 4.512 abitanti
- Ivon - 880 abitanti
- Riberalta - 69.269 abitanti